# KBS 2TV 일요 드라마
KBS 2TV 일요 드라마는 대한민국의 KBS 2TV에서 매주 일요일 오후, 저녁, 심야 시간대 방송되었던 TV 드라마 작품이다. 일요 아침 드라마와는 다르다.

## 작품 리스트
|  | - 아래의 텔레비전 드라마 중 2002년 11월 이후에 시청 가능 연령을 표시하는 드라마 등급 제도를 의무적으로 시행하고 있습니다. - 2017년 3월 1일부터 TV 프로그램 등급 표시 외에 주제, 폭력성, 선정성, 언어, 모방 위험 등 분류 사유 표시를 의무적으로 시행하고 있습니다. |

### 1980년대
- 《일요사극》 : 1980년 12월 7일 ~ 1981년 5월 3일 - 단막극
- 《전설의 고향》 : 1983년 4월 3일 ~ 1987년 2월 22일
- 《일요추리극장》 : 1987년 3월 3일 ~ 1987년 12월 27일 - 단막극
- 《제7병동》 : 1988년 1월 17일 ~ 1988년 4월 23일

### 1990년대
- 《드라마게임》 : 1992년 10월 11일 ~ 1997년 3월 2일 - 단막극
- 《내일은 사랑》 : 1994년 2월 27일 ~ 1994년 10월 9일
- 《드라마 스페셜 (1997)》 : 1997년 3월 9일 ~ 1997년 6월 8일 - 단막극
- 《일요베스트》 : 1997년 11월 30일 ~ 2000년 4월 30일 - 단막극
- 《세바구니의 행복》 : 1998년 2월 2일 ~ 1998년 6월 7일 - 시트콤
- 《사관과 신사》 : 1998년 11월 22일 ~ 1999년 5월 2일 - 시트콤
- 《어사출두》 : 1999년 5월 9일 ~ 1999년 10월 10일   - 시트콤
- 《오! 해피데이》 : 1999년 10월 24일 ~ 2000년 1월 30일 - 시트콤
- 《여비서》 : 2000년 2월 13일 ~ 2000년 4월 30일

### 2000년대
- 《사랑의 유람선》 : 2000년 5월 6일 ~ 2000년 10월 8일 - 시트콤
- 《일요베스트》 : 1997년 11월 30일 ~ 2000년 4월 30일 - 단막극
- 《드라마시티》 : 2001년 5월 6일 ~ 2003년 6월 1일, 2003년 11월 9일 ~ 2005년 5월 1일 - 단막극

### 2010년대
- 《드라마 스페셜 (2011)》 : 2011년 6월 5일 ~ 2011년 11월 27일 - 단막극
- 《드라마 스페셜 연작 시리즈 (1기)》 : 2011년 1월 2일 ~ 2011년 5월 29일 - 단막극
- 《드라마 스페셜 연작 시리즈 (2기)》 : 2011년 12월 4일 ~ 2011년 12월 25일, 2012년 3월 4일 ~ 2012년 5월 27일 - 단막극
- 《드라마 스페셜 (2012)》 : 2012년 6월 3일 ~ 2012년 12월 23일 - 단막극
- 《드라마 스페셜 연작 시리즈 (3기)》 : 2013년 1월 6일 ~ 2013년 4월 7일 - 단막극
- 《드라마 스페셜 (2013)》 : 2013년 11월 3일 ~ 2013년 12월 8일 - 단막극
- 《드라마 스페셜 (2014)》 : 2014년 1월 26일 ~ 2014년 6월 8일, 2014년 9월 14일 ~ 2014년 12월 7일 - 단막극
- 《드라마 스페셜 (2016)》 : 2016년 9월 25일 ~ 2016년 11월 27일 - 단막극
- 《드라마 스페셜 (2017)》 : 2017년 9월 3일 ~ 2017년 11월 5일 - 단막극

## 같이 보기
- SBS 일요드라마
- tvN 일요드라마
- TV조선 일요드라마

- KBS 2TV 주말 드라마
- KBS 1TV 일요 드라마